# Rubus haeupleri
Rubus haeupleri är en rosväxtart som beskrevs av Heinrich E. Weber. Rubus haeupleri ingår i släktet rubusar, och familjen rosväxter. Inga underarter finns listade i Catalogue of Life.